# 貝卡里夫卡
47°51′24″N 35°25′25″E / 47.85667°N 35.42361°E
貝卡里夫卡（烏克蘭語：Бекарівка）是位於烏克蘭東南部的村莊，由扎波羅熱州扎波羅熱区的馬特維伊夫卡市鎮負責管轄。該村處於莫克拉莫斯科夫卡河左岸，始建於1790年，面積0.68平方公里，2001年人口219。